# Bamboo Airways
Bamboo Airways ist eine private vietnamesische Full-Service-Fluggesellschaft mit Sitz in Qui Nhơn und Basis auf dem Flughafen Phù Cát.

## Geschichte
Die Gesellschaft wurde am 31. Mai 2017 registriert. Die Muttergesellschaft von Bamboo ist die FLC Group, ein Unternehmenskonglomerat mit den Bereichen Finanzdienstleistungen, Immobilien, Tourismus, Rohstoffe, Medien, Bildung und Arbeitskräftevermittlung. Im Sommer 2018 erhielt die Gesellschaft ihr Luftverkehrbetreiberzeugnis und wurde im November von der nationalen Zivilluftfahrtbehörde lizenziert. Nachdem der Flugbetrieb im Januar mit 4 Flugzeugen aufgenommen worden war, standen ab Ende Mai 2019 schon 9 Flugzeuge zur Verfügung und nochmals ein halbes Jahr später standen nach der Inbetriebnahme der ersten Boeing 787 18 Flugzeuge in Dienst.
Im Oktober 2023 wurde bekannt, dass Bamboo Airways ihr letztes Langstreckenziel Frankfurt aufgibt und die letzte Boeing 787-9 ausgeflottet wird. Außerdem soll das Leasing der Embraer-Flugzeuge beendet werden und nur noch eine reine Airbusflotte betrieben werden.
Im November 2023 wurde bekannt, dass aufgrund von Steuerschulden bei drei vietnamesischen Banken mehrere Konten eingefroren wurden.

## Flugziele
Bamboo Airways fliegt von Hanoi und Ho-Chi-Minh-Stadt zu verschiedenen Zielen innerhalb Vietnams. Ziele außerhalb Vietnams werden nicht mehr angeflogen.

## Flotte

### Aktuelle Flotte
Mit Stand März 2025 besteht die Flotte der Bamboo Airways aus sieben Flugzeugen mit einem Durchschnittsalter von 12,3 Jahren:
| Flugzeugtyp     | Anzahl | bestellt | Anmerkungen | Sitzplätze (Business/Eco) | Durchschnittsalter |
| --------------- | ------ | -------- | ----------- | ------------------------- | ------------------ |
| Airbus A320-200 | 02     |          |             | 170 (8/162)               | 14,9 Jahre         |
| Airbus A320neo  | 01     |          |             | 176 (8/168)               | 5,4 Jahre          |
| Airbus A321-200 | 04     |          |             | 192 (8/184)               | 12,7 Jahre         |
| Gesamt          | 07     | –        |             |                           | 12,3 Jahre         |

### Aktuelle Sonderbemalungen
| Bemalung  | Flugzeugtyp    | Luftfahrzeugkennzeichen | Zeitraum          | Bild |
| --------- | -------------- | ----------------------- | ----------------- | ---- |
| Fly Green | Airbus A320neo | VN-A596                 | seit Oktober 2019 |      |

### Ehemalige Flugzeugtypen
In der Vergangenheit setzte Bamboo Airways bereits folgende Flugzeugtypen ein:
- Airbus A319-100
- Airbus A321neo
- Boeing 787-9
- Embraer 190
- Embraer 195